# 2019冠状病毒病武汉实验室释放与泄露论
2019冠状病毒病武汉实验室释放与泄露论，是指與2019年所爆發的2019冠狀病毒病疫情有關的和中國科學院武漢病毒研究所相關的調查結果或者推測。

## 洩露論

### 美國國會調查
2024年12月2日，美國眾議院新型冠狀病毒大流行特別小組委員會（英語：House Select Subcommittee on the Coronavirus Pandemic）發表一份520頁的報告，經過兩年的調查，該小組委員會得出新型冠狀病毒可能從中國實驗室洩漏出來的結論。

### 美國中情局調查
2025年1月25日，美國中央情報局根據調查結果公布文件顯示，COVID-19病毒很可能源自中國科學院武漢病毒研究所，並從該研究所的實驗室洩漏。中央情報局局長約翰·雷克里夫表示根據掌握的情報、科學及常識，全都顯示COVID源自武漢病毒研究所發生洩漏。

### 德國情報局調查
2025年3月12日，德國多家傳媒報道，德國聯邦情報局根據中國研究機構的科學數據等資料，在2020年就研判新冠疫情的起因很有可能是中國科學院武漢病毒研究所的事故，確定機率高達80%至95%。情報顯示武漢病毒研究所的實驗存在風險，而且有大量違反安全規定的操作。

### 吕克·蒙塔尼耶的觀點
2020年4月，諾貝爾醫學獎得主、艾滋病病毒發現者呂克·蒙塔尼耶接受法國醫學媒體採訪時表示，他們用數學模式對病毒基因研究得出的結果，確認了印度學者提出的新冠病毒帶有HIV基因的發現。他認為該病毒上所具有的艾滋病病毒基因只有可能在實驗室實現，其傳播是中國科學院武漢病毒研究所在開發艾滋病疫苗時意外泄露所導致。

### 武小华的论点
網名「武小华博士」的整形科医生武小华发文称，病毒研究专家石正丽所在的P4實驗室管理不善，可能是泄漏新型冠状病毒的源头，该文隨後經網絡擴散。武小华认为，實驗室人員向外兜售實驗動物當寵物養，不採取火葬而把實驗動物屍體隨便棄置，更把實驗室的雞蛋隨便煮着吃。他认为2015年时任中國科學院武漢國家生物安全實驗室研究员石正麗參與的一項研究目標是改造蝙蝠冠狀病毒以傳染給人類，認為其後續管理病毒不善讓其洩漏，疑为泄漏新型冠状病毒的源头。
武汉病毒研究所研究员石正丽曾参与美国科研机构主导的人造冠状病毒研究——SARS研究后续（石正丽因为提供数据和样本被列为作者）、2019年入选美国微生物学会会士，阴谋论者于是进一步质疑石正丽的动机。武小华亦表示，“这个不是中国的阴谋，这个项目2014年是美国方面资助的，那么停止也是被美国叫停的”。

### 徐波的论点
2020年2月4日網路遊戲公司多益网络董事长徐波在微博上以武小华材料為基礎举报武汉病毒研究所涉嫌制造并泄露传播了病毒，其認為指控合理所以是真實。

### 黄燕玲“零号病人”论
有阴谋论根据多年前中国科学院武汉病毒研究所旧版官网图展示的诊断微生物学学科组2008年到2013年的硕士、博士研究生人员照片，指其中2012级硕士研究生黄燕玲的信息只有姓名及年级，缺少个人照与介绍。并就此推定黄燕玲因意外接触新冠病毒感染殉职，其后病毒所为了“掩盖”故意删掉了其相关信息。今年2月，网络上一度传出武汉病毒研究所毕业生黄燕玲是中国“零号病人”的消息。但是，中国科学院武汉病毒研究所发表声明否认了这一传言。声明表示：黄燕玲同学于2015年在我所毕业获得硕士学位，毕业后一直在其他省份工作生活，未曾回过武汉，未曾被2019新型冠状病毒感染，身体健康。

### “微客铁汁5”举报实验室所长
2020年2月17日，网名为“微客铁汁5”的微博用户自称“武漢病毒研究所研究員陳全姣”，舉報P4實驗室所長王延軼，當中指控表示王延軼的研究皆為其它研究員請槍，而王延軼經常把實驗室動物賣給肺炎病毒源頭之一的華南海鮮市場。

### 蕭波濤對於洩露地點的论文
2020年2月15日，廣州華南理工大學教授蕭波濤在學術網站ResearchGate上發表論文預印本，指武漢疾控中心等相關實驗室「可能」是病毒來源。他論點並未指控病毒是人工製造而是承認為來自天然蝙蝠等動物，但外洩源頭不是菜市場的野生動物管理不善，而是實驗室捕捉的研究動物管理不善。武汉市疾病预防与控制中心（WHCDC）的任務之一是搜集野生動物，及辨識牠們身上病源體。2017年，WHCDC曾分別從湖北、浙江等地捕捉600隻蝙蝠研究，包括被指是2019冠状病毒病病毒源頭的中菊頭蝠，他認為有消息來源顯示曾發生工作人員在研究期間被蝙蝠攻擊並沾上了血需要自我隔離14日，又有人被蝙蝠射尿。

### 芮斐德的指控
2021年3月29日，YAHOO新闻提到美國CDC前主任芮斐德在接受CNN专访时表示，他认为2019冠状病毒病最可能來自武汉实验室。他表示即便有人不信，科學家最終會找到答案。他還說，2019冠状病毒病和一般的自然病毒傳染力不同，似乎在實驗室內獲得增強效果。同一天的福斯新聞頻道则提到华盛顿邮报专栏作者Josh Rogin批评纽约时报，Josh Rogin认为纽时对CDC前主任芮斐德称病毒来源于武汉实验室一说的否定是不客观的。

### 曾昱嘉与马特·雷德利的观点
曾昱嘉（Alina Chan）是麻省理工学院和哈佛大学博德研究所的科学顾问、马特·雷德利（Matt Ridley）是英国科学作家，兩人在2021年合著出版《病毒：寻找Covid-19溯源》（Viral: The Search for the Origin of Covid-19 ）书籍。曾昱嘉与马特·雷德利的观点认为，病毒极有可能是从武汉病毒学实验室泄漏，而将来自中国南部或东南亚的蝙蝠病毒与2019年底武汉爆发的疫情联系在一起是不具有确定性的。两者得出两个合理的结论是：「病毒是从动物溢出到市场上的人，或者是在实验室或研究实地考察期间发生的事故」。
曾昱嘉与马特·雷德利在2022年6月22日投搞英国网络杂志UnHerd，并透露了他们在探讨从实验室泄漏病毒的论点时所观察到的情况。他们表示，尽管有关论点与美国政府、七国集团、世界卫生组织和公众观点的保持一致，但在一些主流媒体与科学界仍然被视为是一个禁忌。在2021年出版书籍时，他们表示收到许多批评反应，而这些反应都与中国政府有关联。世界卫生组织武汉调查小组与中国科学家曾宣称实验室泄漏论极不可能。
直到2022年6月9日，世卫组织的最新报告证实病毒是从中国武汉病毒实验室逃逸出来的假设，但中国当局在6月10日明确表示，任何关于实验室可能泄漏的讨论都是反华势力出于政治目的炮制的谎言。但矛盾的是，中国政府也认为应该调查美国实验室泄露的病毒，这种立场使得依赖中国的资金和赞助的大学和科学期刊陷入困境。
曾昱嘉与马特·雷德利表示，很多科学家在很大程度上拒绝接触实验室泄漏的证据，并告诉他们「如果对此调查并揭露科学家的错误，那么公众将不再信任科学」，显得好像选择故意不发现可能的错误会使人们更加信任科学。出于某种原因，指责中国实验室比指责中国人的饮食习惯更具种族主义色彩，像他们这种在业余时间自费调查实验室泄漏可能性的学者，最常从科学界收到的批评之一是，写书是在从大流行中牟取暴利，而这些指控来自那些还赚取薪水和赠款以调查病毒及其影响的人。并表示，更感到奇怪的是从科学家、政治家甚至记者那里得到的反应，因为观察到的普通反应是「竞然Covid-19大流行的发生已经无法消除，可能也永远不知道它是如何开始的，但调查有关可能性会被视为是挑起仇恨」，而最常见的说法是「中国是一个专制国家，并拒绝分享信息」是调查没有进展的关键。
曾昱嘉与马特·雷德利认为，世界卫生组织在2020年启动对病毒来源的调查是一场令人尴尬的闹剧，也给了西方政府无所作为的借口：就调查地点范围进行了数月的拖延谈判，随后任命了存在利益冲突的专家，然后对武汉的一些地点进行了短暂的陪同访问，最终在一场新闻发布会上温顺地支持中国的无证据理论，即病毒可能是通过冷冻食品进口到武汉，或可能来自海外。然后在时隔一年多，世卫组织发布其科学咨询小组 (SAGO) 的初步报告承认，需要在大流行开始的30个月后调查实验室泄漏的可能性。
最后他们总结，他们不认为病毒是来自武汉海鲜市场上的野生动物的理据是错误的，但认为这是错误的确定。

### 譚德塞觀點
2022年6月，根據英國每日郵報報導，一位政府消息人士表示世界衛生組織秘書長譚德塞私下認為，COVID-19是2019年從武漢實驗室洩出病毒導致。6月22日，中國外交部發言人汪文斌表示，世衛秘書處已向中方表示，譚德塞未發表此類言論。

### 高福觀點
2023年5月，高福接受英國廣播公司訪問，表示不該排除實驗室洩露。武漢病毒研究所的一位同事一直擔心實驗室洩漏的可能性，但她能夠排除這種可能性。中國政府對武漢病毒研究所進行了正式調查，他沒有看到調查結果，他們的結論是他們遵守了所有的協議。他們沒有發現任何不當行為。

### 调查与反駁
財新網訪問石正麗，石再次否認有關說法，並希望國家專業部門前來調查，還自己清白；財新網又訪問美國及中國的多名專家，受訪專家稱人工製造或合成此病毒不可能。
後石正麗與諸多媒體出面反駁論戰，主要論點為做為指控方其舉證證據闕如，而眾多情節僅為其推論和想像且無法出面解釋：
- 其所指2015年11月《自然医学》的論文為研究马蹄蝠身上发现的「类SARS」冠状病毒（SHC014-CoV），其實驗15名主持者多來自美國僅有石正麗和葛行义兩武漢學者負責輔助實驗，主实验设计和实施都是在北卡罗来纳大学教堂山分校，[27]因此該實驗的成品病毒是否美方學者有運至或再現製作於武漢並無任何證據或資訊。
- 武小华核心論點在於高福院士認為可能來自蝙蝠的論點「比對速度很快」，而他依據這種快推測他有眾多蝙蝠身上病毒的樣本庫，而這庫只會在石正麗研究處因為她是權威，所以結論是新型2019-nCoV病毒有一個原始樣本在石正麗處的庫內，而她沒保管好所以洩漏，此理論第一疏漏在於太多無證據的跳躍式推論和想像環節，第二疏漏在於他認為「比對快」但無法說明怎樣為「正常速度」的依據以顯示高福很快並得出這種快是異常。
- 武同時指控高福院士說謊，[9]他認為高福比對眾多天然蝙蝠病毒後發現沒有2019-nCoV，之後從武漢研究所拿到2015年實驗成果的人造病毒2019-nCoV發現比中，於是只能說謊是來自天然蝙蝠掩蓋其是人造事實。以上整段劇情他只提出自己的想像，沒有提出任何證據。
- 美國方面只要有學者或任何人提出當年《自然医学》論文造出的嵌合病毒DNA證實就是新型冠狀病毒100%吻合，便能實證其為人造，但至今沒有。
- 武在文中又有一段表示將一種非人感的类SARS病毒改造成能感染人「很容易簡單，80%的生物研究生都会」[9]假設如其所言輕鬆簡單能製毒，那嫌疑犯可說遍佈世界達幾百萬上千萬人，他何以鎖定是石正丽，其邏輯前後矛盾。
- 美国国立卫生研究院（NIH）2013年10月起中斷資助嵌合病毒類的研究認為有隱含風險，但2015發表的這篇北卡罗来纳大学實驗被列為排除，因為NIH認為其風險甚低。[27]
- 英國BBC指，有關中國實驗室外洩病毒的報道大多源自右翼小報《華盛頓時報》（非《華盛頓郵報》）的文章，文章稱是引述不知來由的「以色列前情報官員」說法未提供證據，這位前情報官亦在文章中表示無證據顯示發生過洩漏。[28]

对于黄燕玲“零号病人”论，武汉病毒研究所16日在其官网发表声明称，此传闻为不实信息，黄燕玲同学毕业后一直在其他省份工作生活，未曾回过武汉，未曾被2019新型冠状病毒感染，身体健康。黄燕玲导师危宏平出面澄清此传闻不实。
对于“微客铁汁5”举报论，原帖公開後火速被刪，而武汉病毒所亦在同日以陈全姣的署名發表聲明，表示陈全姣从未发布任何举报。《新民晚报》记者调查指，“微客铁汁5”账号是“微客铁汁”系列账号的第五代，这个账号其实已经因为在涉及新型冠状病毒的事情上多次传播虚假和非法信息被多次关闭过。此前“微客铁汁”亦曾自称得到了李文亮妻子的个人信息，并撰写了虚假的求助信。据江苏网警及新浪微博工作人员透露，“微客铁汁”曾自称是“品葱文宣组”，站方也表示，“微客铁汁5”账号来源于中国境外IP地址。

### 其他
2021年8月18日，来自悉尼大学、加州大学伯克利分校、宾夕法尼亚大学、格拉斯哥大学、爱丁堡大学等高校的20余位病毒学家在Cell期刊发表一篇关于新冠病毒溯源的综述性文章。文章根据已有的科学研究认为没有证据表明新冠病毒起源自实验室，没有证据表明任何早期新冠病例与武汉病毒研究所有任何联系。文章还认为新冠病毒更有可能来源于野生动物贸易中人与动物的大量接触。
2021年8月27日，美國情報體系发表新冠病毒溯源报告，报告中八个参与调查的情报机构一致认为新冠病毒并非为生物武器；中国官方在疫情爆发前对新冠并不知情。大部分情报机构认为新冠病毒未经过基因工程的改造，有两个情报机构则表示信息不足难以表态。参与调查的情报机构中有四家认为病毒来源于与动物的自然接触，一家认为病毒来自于实验室泄露，另外三个情报机构则表示由于缺乏信息和研究无法给出具体结论。
2022年6月9日，世卫组织咨询小组发布报告指出，新冠病毒是从中国武汉病毒实验室逃逸出来的假设，值得「进一步研究」，并提及也有必要对武汉的一个疑似病毒来源地华南海鲜市场进行更加深入的调查。中国外交部发言人赵立坚继续反驳世卫组织「实验室泄漏」的论点，表示是反华势力出于政治目的炮制的谎言。
2023年2月，美国能源部與聯邦調查局表示，新冠疫情最可能是由中国实验室泄漏造成的，不過美国能源部对該判断“信心不足”/“低置信度”，因為所获得的信息不够可靠或过于零散，无法做出更明确的分析判断以及得出更可靠的结论。中國外交部發言人毛寧表示，停止翻炒实验室泄漏的论调，停止抹黑中国，停止将溯源问题政治化。聯邦調查局局长克里斯托弗·雷表示，新冠大流行很可能是由中国武汉的实验室泄漏引起的，說中国政府一直在尽最大努力阻挠和混淆調查溯源工作。中國外交部反駁有關說法，稱病毒極不可能由武漢相關實驗室洩漏。
2023年6月23日解密的美国国家情报总监报告显示，未发现直接证据表明COVID-19大流行源自中国武汉病毒研究所。
2024年12月2日，美國眾議院新型冠狀病毒大流行特別小組委員會（英語：House Select Subcommittee on the Coronavirus Pandemic）發表一份520頁的報告，經過兩年的調查，該小組委員會得出新型冠狀病毒可能從中國實驗室洩漏出來的結論。中国外交部发言人于12月3日驳斥为“仍是政治操弄新冠病毒溯源的老套路”“没有任何可信度”。

## 人造病毒论

### 汤姆·科顿“生化武器泄露论”
2020年1月31日，美国共和党参议员汤姆·科顿，認為病毒是武汉实验室泄露的生化武器。他要求美国政府立刻封杀中国，并要求所有美国人逃离中国。英國廣播公司（BBC）同時報道，網上亦聲稱病毒是中國科學院武漢病毒研究所外洩的秘密生物武器，或是英國幾年前即知悉病毒，且有疫苗專利，病毒是有人故意散播。10月22日，捷克卫生部长普莱穆拉也表示，几乎可确定COVID-19病毒源自于中国实验室的泄漏。

### 希望之声的论点
1月27日，南開大學、齐鲁师范学院、东部战区总医院及昆明医科大学的8名學者，聯名發表了論文《武漢2019冠狀病毒S蛋白可能存在Furin蛋白酶切位點》，當中认为“可能存在Furin蛋白酶切位点”，但论文本身并未作出明确结论。具法轮功背景的希望之声国际广播电台则就该论文称，“武漢肺炎病毒為人工合成”。

### 闫丽梦及其「刻意释出」指控
前香港大学公共卫生学院传染病研究中心病毒和免疫学研究员闫丽梦指控中华人民共和国政府早就知道新冠病毒，同时指责世界卫生组织与中国共同掩盖真相。她发表了两篇未经同行评议的相关报告，但论文挂靠的研究机构此前都没有进行过任何的学术研究。哥伦比亚大学病毒学专家安吉拉·拉斯穆表示：“基本上，这些论文内研究都是推测的，有些甚至是完全虚构的。”
2020年11月20日，《纽约时报》发文指控郭文贵和班农“精心设计”了闫丽梦的一系列行为，包括帮助闫丽梦前往美国，同合伙人将她“包装成可以推销给美国公众的吹哨人”，并有美国极右翼和反共海外华人团体利用社交媒体为其提供受众以“兜售未经证实的病毒来源理论”。

### 巴西官員指控
2021年4月27日，巴西經濟部長保羅·古德斯在一個網上會議上指責是中國人發明了冠狀病毒，又歧視發言認為中國疫苗不及美國製造的有效，直指美國輝瑞公司生產的BioNTech疫苗是最好的。相關言論引起中國駐巴西大使館不滿，指言論違背事實。2021年5月5日，巴西總統博爾索納羅稱新冠病毒可能是在實驗室製造，目的是為發動生物戰，他暗示是中國發起這場生物戰，引發外交部滅火。

### 外交回应
2月9日，中华人民共和国驻美国大使崔天凯在接受哥伦比亚广播公司《面向全民》节目访问。在被问及“对美参议院军事委员会参议员汤姆·科顿有关病毒可能来自中国生物战计划的指控”时，崔天凯表示，“捕风捉影、造谣传谣是极其危险和有害的。这不但会引起恐慌，还会助长种族歧视和排外情绪，破坏我们抗击疫情的共同努力。猜测和谣言当然会有，还有人说这些病毒是来自美方军事实验室而不是中国的，类似的疯狂言论我们怎么能相信？至于病毒到底从何而来，我们仍在寻找，初步调查研究认为很有可能来源于某些动物，我们必须作进一步研究。”
中国驻捷克使馆對捷克衛生部長普莱穆拉的言論表示不满，表示普莱穆拉使用‘几乎’的表述不严谨也不负责任。

### 调查与反驳
英国广播公司（BBC）指，有關中國實驗室外洩病毒的報道大多源自右翼小報《華盛頓時報》（非《華盛頓郵報》）的文章，文章稱是引述不知名「以色列前情報官員」的說法但未提供證據，這名「前情報官」亦在文章中表示無證據顯示發生過這類洩漏；而英國珀布賴特研究所研究的冠狀病毒是與僅感染禽鳥的禽鳥支氣管感染病毒有關，和2019新型冠狀病毒無任何關係。now新聞台形容這些陰謀論是毫無事實根據。
2020年4月30日，美國國家情報總監辦公室發聲明，表示情報界支持科學界共識，認為病毒不是人造或基因改造的產物，並非生化武器；情報部門認為病毒源頭來自中國，正調查是否疫情是否為人類接觸受感染動物，或武漢病毒研究所意外洩露病毒引發。
2021年8月27日，美國情報體系发表新冠病毒溯源报告，报告中八个参与调查的情报机构一致认为新冠病毒并非为生物武器；中国官方在疫情爆发前对新冠并不知情。大部分情报机构认为新冠病毒未经过基因工程的改造，有两个情报机构则表示信息不足难以表态。参与调查的情报机构中有四家认为病毒来源于与动物的自然接触，一家认为病毒来自于实验室泄露，另外三个情报机构则表示由于缺乏信息和研究无法给出具体结论。

## 美国基因武器论反向衍生版本

### 论点
1月26日，中国大陆民间军事網站西陸網刊文認為病毒是美国人工合成的，“可精准攻击华人”。之後網路轉發中，则出现衍生變形版本稱「解放軍旗下網站承認是自己研發病毒武器」多刊載於反華自媒體，而2月初後西陸網已撤下該文章。

### 调查与反驳
台灣有記者追蹤闢謠此一消息，中華民國國防大學政戰學院中共軍事事務研究所副教授董慧明指出，其長期研究解放軍相關媒體通路曾出版〈中共軍事媒體外宣傳播策略之研究〉論文，以他的研究理解可以確定所謂西陸網與解放軍無關，而是北京廣典科技公司旗下一個軍事愛好者網站，最多算是偏向愛國主義的網站，消息也幾乎是轉載來源，本身原創採訪或調查甚少。
西陸網原文其實來自中國人民解放軍軍事科學院軍事醫學研究院國家應急防控藥物工程技術研究中心鐘武研究員和中科院分子植物卓越中心合成生物學重點實驗室李軒研究員於1月21日的論文，於《中國科學：生命科學》期刊發表的英文版本，這項研究提到病毒是人造的，充分比較新冠病毒與SARS病毒的不同。其結論是意大利军方「替換了」冠狀病毒4個關鍵氨基酸，但結構並沒變化，二者RBD結構域的3D結構幾乎相同。很容易把人誤導為是SARS病毒而走入誤區。其「替換了」三字只是一種類似擬人用語也可能是英語版翻譯問題，原意是新病毒自己演化中換掉了或差異化了4個氨基酸，長庚大學新興病毒感染研究中心主任施信如指出這論文原始研究目標是發現新型冠狀病毒與SARS冠狀病毒的3D結構幾乎一樣，但有四處不同因此質疑其感染人體ACE2分子的能力，當時還處於病毒發現初期的混沌階段。但3D結構模擬與計算發現它還是有感染人體的能力，只是損害力由於這四個點位不同而低於SARS。這才是整篇論文的主旨，根本沒提到任何基因武器攻擊的語句。

## 美国资助中国开发病毒论

### 论点
2025年2月3日，美国政府效率部负责人埃隆·马斯克在社交平台X上指控中国科学院武汉病毒研究所接受美国国际开发署使用美国纳税人的资金，支持用于研究「蝙蝠冠狀病毒突变」，导致直接或间接新冠病毒的产生。并以此指控其开发生化武器为由将美国国际开发署关闭。另据报道，在埃隆·马斯克提出该指控的同时，一张疑似美国政府内部文件的照片在X上疯传，其内容显示在2019年，一名武汉科学家接受美國國家過敏和傳染病研究所所长安東尼·佛奇与美国国际开发署通过美国生态健康联盟和加州大學戴維斯分校提供的超过4000万美元用于该研究，且该科学家随后被指为“零号病人”。